# Relations entre le Danemark et la Grèce
Les relations entre le Danemark et la Grèce sont des relations internationales s'exerçant au sein de l'Union européenne, entre deux États membres de l'Union, le Royaume de Danemark et la République hellénique. Elles sont structurées par deux ambassades, l'ambassade du Danemark en Grèce et l'ambassade de Grèce au Danemark, ainsi que par des institutions culturelles telles que l'Institut danois d'Athènes, créé en 1992.

## Histoire

### Instauration de liens diplomatiques
Le Danemark noue des relations diplomatiques avec la Grèce en 1833. Christian Tuxen Falbe devient alors consul général de Danemark à Nauplie. Quelques mois plus tard, Frederik Gottschalk est nommé consul de Grèce à Copenhague.

### Des relations dynastiques étroites

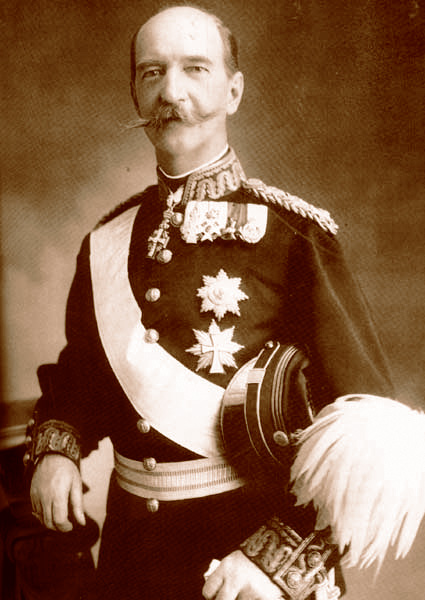
Le roi.

En 1863, le prince Guillaume de Danemark, fils du roi Christian IX, est élu roi des Hellènes sous le nom de Georges Ier. Cet événement marque durablement les relations des deux États, qui sont désormais gouvernés par des représentants de la maison de Glücksbourg. De fait, les membres de la famille royale de Grèce restent princes de Danemark et ils effectuent de fréquents voyages dans le pays de leurs ancêtres jusqu'à la Première Guerre mondiale. 
En dépit de cette proximité, ou peut-être à cause d'elle, il faut attendre 1918 pour que la Grèce ouvre sa première ambassade à Copenhague.
Après la proclamation de la Deuxième République hellénique, en 1924, les membres de la dynastie déchue sont privés de leur nationalité grecque et Copenhague leur remet alors des passeports danois. Cette proximité n'empêche pas des frictions de se produire entre les deux branches de la maison de Glücksbourg. La rupture des fiançailles du futur Frédéric IX de Danemark et de la princesse Olga de Grèce en 1922 refroidit ainsi un temps les relations entre les deux Cours.

### Entre-deux-guerres
Dans les années 1930, le Danemark et la Grèce signent différents accords et traités bilatéraux.
Après la restauration de la monarchie en 1935, plusieurs membres de la famille royale de Danemark visitent la Grèce à l'occasion du mariage du diadoque Paul, en 1938.

### Débuts de la Guerre froide
En 1952, la Grèce intègre l'OTAN, dont le Danemark est un membre fondateur.

### Renforcement des liens dynastiques entre les deux pays
En janvier 1963, le roi Frédéric IX et la reine Ingrid de Danemark se rendent à Athènes à l'occasion des noces d'argent du roi Paul Ier et de la reine Frederika de Grèce. Ils y reviennent quelques semaines plus tard à l'occasion des célébrations du centenaire de la dynastie grecque.
En 1964, Constantin II, le nouveau roi des Hellènes, s'unit à la princesse Anne-Marie de Danemark, fille de Frédéric IX. L'événement renforce encore les liens existant entre les deux branches de la maison de Glücksbourg.

### Dictature des colonels
L'instauration de la Dictature des colonels en Grèce en 1967 complique néanmoins les relations des deux pays. Le Danemark boycotte ainsi le baptême du diadoque Paul en 1967. Il interdit, par ailleurs, au roi des Hellènes de se rendre aux noces de sa belle-sœur, la future reine Margrethe II, à Copenhague.
Parallèlement, le Danemark, allié à la Norvège, à la Suède et aux Pays-Bas, porte l'« affaire grecque » devant la Commission européenne des droits de l'homme, alléguant des violations de la Convention européenne des droits de l'homme (CEDH), par la junte grecque.
Pendant l'exil de la famille royale de Grèce, le Danemark offre son soutien aux souverains et à leurs proches. Après l'abolition de la monarchie, les princes de Grèce reçoivent ainsi des passeports danois.

### Depuis le retour de la démocratie
En 1981, la République hellénique intègre la Communauté économique européenne, dont le Danemark est membre depuis 1973.
En 1992, l'Institut danois d'Athènes est inauguré.